# Dorstenia dionga
Dorstenia dionga är en mullbärsväxtart som beskrevs av Adolf Engler. Dorstenia dionga ingår i släktet Dorstenia och familjen mullbärsväxter. Inga underarter finns listade i Catalogue of Life.